# مويوبامبا
مويوبامبا (بالإنجليزية: Moyobamba)‏ هي مدينة، تتبع مقاطعة مويوبامبا، وإقليم سان مارتين، هي عاصمة إقليم سان مارتين، ومقاطعة مويوبامبا، ومديرية مويوبامبا ‏.

## المناخ
يظهر الجدول التالي التغييرات المناخية على مدار السنة لمويوبامبا:
| البيانات المناخية لـمويوبامبا     | البيانات المناخية لـمويوبامبا | البيانات المناخية لـمويوبامبا | البيانات المناخية لـمويوبامبا | البيانات المناخية لـمويوبامبا | البيانات المناخية لـمويوبامبا | البيانات المناخية لـمويوبامبا | البيانات المناخية لـمويوبامبا | البيانات المناخية لـمويوبامبا | البيانات المناخية لـمويوبامبا | البيانات المناخية لـمويوبامبا | البيانات المناخية لـمويوبامبا | البيانات المناخية لـمويوبامبا | البيانات المناخية لـمويوبامبا |
| الشهر                             | يناير                         | فبراير                        | مارس                          | أبريل                         | مايو                          | يونيو                         | يوليو                         | أغسطس                         | سبتمبر                        | أكتوبر                        | نوفمبر                        | ديسمبر                        | المعدل السنوي                 |
| --------------------------------- | ----------------------------- | ----------------------------- | ----------------------------- | ----------------------------- | ----------------------------- | ----------------------------- | ----------------------------- | ----------------------------- | ----------------------------- | ----------------------------- | ----------------------------- | ----------------------------- | ----------------------------- |
| متوسط درجة الحرارة الكبرى °م (°ف) | 28.0 (82.4)                   | 27.9 (82.2)                   | 28.1 (82.6)                   | 28.3 (82.9)                   | 28.3 (82.9)                   | 28.2 (82.8)                   | 28.1 (82.6)                   | 28.6 (83.5)                   | 28.8 (83.8)                   | 28.8 (83.8)                   | 29.1 (84.4)                   | 28.6 (83.5)                   | 28.4 (83.1)                   |
| متوسط درجة الحرارة الصغرى °م (°ف) | 17.2 (63.0)                   | 17.5 (63.5)                   | 17.5 (63.5)                   | 17.4 (63.3)                   | 16.9 (62.4)                   | 16.3 (61.3)                   | 15.6 (60.1)                   | 15.6 (60.1)                   | 16.2 (61.2)                   | 16.9 (62.4)                   | 17.5 (63.5)                   | 17.6 (63.7)                   | 16.9 (62.4)                   |
| الهطول مم (إنش)                   | 138.9 (5.47)                  | 134.7 (5.30)                  | 168.6 (6.64)                  | 151.7 (5.97)                  | 77.3 (3.04)                   | 72.1 (2.84)                   | 57.2 (2.25)                   | 65.8 (2.59)                   | 107.4 (4.23)                  | 127.2 (5.01)                  | 131.4 (5.17)                  | 111.6 (4.39)                  | 1٬343٫9 (52.91)               |
| المصدر: NOAA                      |                               |                               |                               |                               |                               |                               |                               |                               |                               |                               |                               |                               |                               |

## مدن توأم
المدن التوأم:
- إكيتوس
- أريكوبيا
- بلباو
- لوخا
- سانتا مارتا , كولومبيا
- طليطلة
- ماناوس.